# Judéo-italien
Vous pouvez aider à l'améliorer ou bien discuter des problèmes sur sa page de discussion.
- Son contenu est rédigé entièrement ou presque à partir d'une seule source. N'hésitez pas à modifier cet article pour améliorer sa vérifiabilité en apportant de nouvelles références dans des notes de bas de page. (Marqué depuis juin 2024)
- Son texte doit être wikifié : il ne correspond pas à la mise en forme Wikipédia (style, typographie, liens internes, liens entre les wikis, etc.). (Marqué depuis juin 2024)

- Archive Wikiwix
- Bing
- Cairn
- DuckDuckGo
- E. Universalis
- Gallica
- Google
- G. Books
- G. News
- G. Scholar
- Persée
- Qwant
- (zh) Baidu
- (ru) Yandex
- (wd) trouver des œuvres sur Wikidata

 (juin 2024).
Le judéo-italien (ou judéo-italien, judéo-italien et d’autres noms dont l’italkien) est une langue juive en voie de disparition, avec seulement environ 200 locuteurs en Italie et 250 locuteurs au total aujourd’hui. La langue est l’une des langues italiennes et l’une des langues romanes juives. Certains mots ont des préfixes et des suffixes italiens ajoutés aux mots hébreux ainsi qu’aux racines araméennes. Tous les dialectes de la langue sauf un sont aujourd’hui éteints.

## Le termejudéo-italien
Le glottonyme giudeo-italiano est d’une monnaie académique et relativement tardive. En anglais, le terme a été utilisé pour la première fois (en tant que judéo-italien) par Lazaro Belleli en 1904 dans l’Encyclopédie juive décrivant les langues des Juifs de Corfou. En italien, Giuseppe Cammeo a fait référence à un gergo giudaico-italiano (« jargon judéico-italien ») dans un article de 1909. La même année, Umberto Cassuto a utilisé le terme giudeo-italiano, dans ce qui suit (ici traduit de l'anglais) :

« … Ce n’est presque rien, si vous voulez, même comparé à d’autres dialectes juifs, le judéo-espagnol par exemple, qui sont plus ou moins utilisés littéralement ; tout cela est vrai, mais du point de vue linguistique, le judéo-allemand vaut autant que le judéo-italien [giudeo-italiano], pour ainsi dire, car pour la science glottologique, les différentes formes de la parole humaine sont importantes en elles-mêmes et non par le nombre de locuteurs ou les formes artistiques dans lesquelles elles sont utilisées. De plus, une différence remarquable entre le judéo-allemand et le judéo-italien, qui est également précieuse du point de vue scientifique, est que, tandis que le premier est si différent de l’allemand qu’il constitue un dialecte indépendant, le second n’est pas essentiellement différent de la langue italienne, ou des dialectes individuels des différentes provinces d’Italie. »

### Autres désignations
- Historiquement, les Juifs italiens appelaient leurs langues vernaculaires la’az (לעז), hébreu pour « langue étrangère », « langue non hébraïque ». Le rite juif italien est parfois appelé minhag ha-lo’azim, et les linguistes utilisent lo’ez pour décrire des mots « d’origine » romane en yiddish. Cela peut être lié à l’utilisation germanique du mot *walhaz (littéralement, « étranger ») et de ses apparentés dérivés, pour les peuples et les langues romans et parfois les peuples et les langues celtiques (comme en termes anglais Wallons, Valaques et Gallois) : l’écriture italienne et hébraïque séfarade pour les rouleaux de la Torah est connue en yiddish sous le nom de Velsh ou Veilish.
- En 1587, David de Pomis a utilisé le mot italiano en référence aux gloses italiennes de son dictionnaire trilingue. Le titre hébreu de la Haggadah de Venise de 1609 utilise le mot italiano ou italyano (איטליאנו) pour la langue de la traduction de Leone Modena (u-fitrono bi-leshon iṭalyano, ופתרונו בלשון איטליאנו).

## Dialectes
Dialectes régionaux judéo-italiens (ghettaioli, giudeeschi), ceux-ci :

### Non spécifiés
- Judéo-Ferrarese† (Giudeo-Ferrarese) à Ferrare
- Judéo-Modène† (Giudeo-Modenese) à Modène
- Judéo-Pitigliano/ Judéo-Pitgilianais† (Giudeo-Pitigliano/ Giudeo-Pitgiliananese) en Toscane
- Judéo-Salentinien† (Giudeo-Salentino) à Salentino
- Judéo-Resan† (Giudeo-Resab) dans la région de Reggio Emilia d’Émilie-Romagne
- Judéo-torinois † (Giudeo-Torinese) à Turin
- Judéo-italien de Lugo Di Romanga† (Giudeo-italiano di Lugo Di Romanga) à Lugo Di Romanga
- Judéo-italien de Moncalvo† (Giudeo-italiano di Moncalvo) à Moncalvo
- Judéo-italien de Casale Monferrato† (Giudeo-italiano di Casale Monferrato) à Casale Monferrato
- Judéo-italien de Finale Emilia† (Giudeo-italiano di Finale Emilia) dans Finale Emilia

### Judéo-italien central
- Judéo-romain (Giudeo-Romanesco) à Rome

### Judéo-italien toscan
- Bagitto/Judéo-Livourne† (Bagitto/Giudeo-Livournais) à Livourne
- Judéo-florentin † (Giudeo-Fiorentino) à Florence

### Judéo-italien du Nord

#### Vénitien
- Judéo-vénitien † (Giudeo-Veneziano) à Venise
- Judéo-Triestine† (Giudeo-Triestino) à Trieste
- Judéo-Véronèse† (Giudeo-Véronèse) à Vérone

#### Gallo-italique
- Judéo-Reggiano† (Giudeo-Reggiano) à Reggio Emilia
- Judéo-piémontais† (Giudeo-Piemontese) dans la région du Piémont
- Judéo-Mantoue† (Giudeo-Mantovano) à Mantoue

Au moins deux variétés judéo-italiennes, basées sur les langues salentino et vénitienne, ont également été utilisées à Corfou (voir la section correspondante dans Italiens corfiotes).

### Divisions basées sur le temps
Il est également divisé en deux variétés basées sur le temps qui sont le judéo-italien primitif qui est attesté par des écrits faits de 1200 à 1700 et le judéo-italien moderne attesté à partir de 1700.

## Caractéristiques
Toutes les variétés judéo-italiennes parlées utilisaient une combinaison de racines verbales hébraïques avec des conjugaisons italiennes (par exemple, אכלר akhlare, « manger » ; גנביר gannaviare, « voler » ; דברר dabberare, « parler » ; לכטיר lekhtire, 'aller'). De même, il existe des noms abstraits tels que טובזה tovezza, « bonté ». Cette caractéristique est unique parmi les langues juives, bien qu’il existe sans doute des parallèles dans le dialecte anglais juif.
Les incorporations lexicales de l’hébreu sont également courantes, en particulier celles applicables à la vie quotidienne. Des termes d’autres langues juives telles que le yiddish et le judéo-espagnol ont également été incorporés. Le bagitto, parlé à Livourne, est particulièrement riche en emprunts au judéo-espagnol et au judéo-portugais.
Cassuto a affirmé que la plupart des dialectes judéo-italiens reflètent le dialecte italien des endroits plus au sud, en raison du fait que depuis l’expulsion des Juifs du royaume de Naples, la direction générale de la migration juive en Italie était vers le nord.
Par rapport aux langues non juives auxquelles elles sont apparentées, les langues judéo-italiennes sont relativement similaires les unes aux autres, elles étant toutes mutuellement intelligibles.
Le degré de variation entre les dialectes judéo-italiens et leurs langues de base (judéo-vénitien et vénitien, judéo-piémontais et piémontais, etc.) varie. Certains comme le judéo-mantouan étant plus divergent, d’autres comme le judéo-vénitien étant moins divergent et certains comme le judéo-livournais étant au milieu.

## Travaux sur leJudeo-Italian
Le plus ancien texte judéo-italien connu se trouve dans les notes en marge d’une copie de la Mishna écrite entre 1072 et 1073 connue sous le nom de « Mishna A ». L’une des façons les plus accessibles de voir la langue judéo-italienne est de consulter les traductions de textes bibliques tels que la Torah et les Hagiographes. Par exemple, la langue judéo-italienne est représentée dans une Haggadah vénitienne de 1716, un livre de prières juives généralement utilisé lors d’un seder, dont certains échantillons sont disponibles en ligne.
Aujourd’hui, il existe deux sites, l’Oxford Bodleian Library et le Jewish Theological Seminary de New York, dans lesquels beaucoup de ces textes ont été archivés.
Certains écrivains notables qui ont écrit en judéo-italien sont : Guido Bardina qui a écrit en bagitto, et Annibale Gallico qui a écrit en judéo-mantouen. Une troupe de théâtre nommée Chaimme 'a sore 'o sediaro e 'a moje (Chaim, la sœur, le fabricant de chaises et l’épouse) joue des pièces en dialecte judéo-romain, et Crescenzo Del Monte a écrit des pièces en judéo-italien. Et la pièce Gnora Luna en judéo-florentin.